# Selena (film)
Jennifer Lopez a jucat într-un film despre viața cântăreței Selena Quintanilla-Pérez. Prima actriță căruia i-a fost oferit rolul Selenei , Salma Hayek , a decis să nu-l accepte. Regizat de Gregory Nava, filmul a primit în general critici pozitive. Peste 20.000 de persoane au fost la audiții pentru rolul principal. Fimul a stârnit unele controverse în comunitatea mexicano-americană deoarece Lopez este puertoricano-americană și joacă rolul unei descendente mexicane. Dar fanii Selenei au susținut filmul. Interpretarea lui Lopez a ajutat-o să-și impulsioneze cariera. Deși Lopez a avut succes ca pop star câțiva ani mai târziu, vocea Selenei nu a fost înlocuită în melodiile din film. Pentru rolul său, Lopez a fost nominalizată pentru un premiu Golden Globe, categoria “Cea mai bună actriță într-un muzical”.

## Distribuție
- Jennifer Lopez ca Selena
  - Rebecca Le Meza as Young Selena
- Edward James Olmos ca Abraham Quintanilla, Jr.
  - Panchito Gomez as Young Abraham
- Constance Marie as Marcella Quintanilla
- Jon Seda ca Chris Pérez
- Lupe Ontiveros ca Yolanda Saldívar
- Jackie Guerra ca Suzette Quintanilla
  - Victoria Elena Flores ca Young Suzette
- Jacob Vargas ca A.B. Quintanilla
  - Rafael Tamayo ca Young A.B.
- Alexandra Meneses ca Sara
- Ruben Gonzalez ca Joe Ojeda
- Seidy López ca Deborah
- Pete Astudillo în rolul proriei persoane, Dinos 1990s
- Ricky Vela în rolul proriei persoane, Dinos 1990s
- Don Shelton în rolul proriei persoane, Dinos 1990s